# Новые похождения Швейка

Кадр из фильма «Новые похождения Швейка». В роли Швейка — Борис Тенин

«Новые похождения Швейка» — советский художественный фильм 1943 года, продолжение фильма "Швейк готовится к бою"

## Сюжет
Бравый солдат Швейк сбегает из тюрьмы и вскоре мобилизуется в гитлеровскую армию на Балканы, где действует карательный отряд. Йозеф Швейк старается помочь партизанам, придумывая всякий раз хитроумные способы расправы с Гитлером, при этом каждый раз выходит его спасителем, за что получает три «Железных креста».

## В ролях
| Актёр               | Роль             |
| ------------------- | ---------------- |
| Борис Тенин         | Йозеф Швейк      |
| Фаина Раневская     | тётя Адель       |
| Сергей Мартинсон    | Гитлер           |
| Сергей Филиппов     | ефрейтор Шпуке   |
| Нина Никитина       | Христина         |
| Павел Шпрингфельд   | Марко            |
| Павел Суханов       | повар            |
| Сергей Троицкий     | итальянец        |
| Алексей Савостьянов | штурмовик        |
| Александр Михайлов  | молодой партизан |

## Съёмочная группа
- Автор сценария: Евгений Помещиков, Николай Рожков
- Режиссёр: Сергей Юткевич
- Оператор: Марк Магидсон
- Композитор: Анатолий Лепин
- Художник: Сергей Козловский
- Звукооператор: Дмитрий Флянгольц

## Интересные факты
- Фильм «Новые похождения Швейка» смотрит Шарапов в телевизионном художественном фильме «Место встречи изменить нельзя».